# Sylvie (actrice)
Pour les articles homonymes, voir Sylvie.
Louise Pauline Mainguené dite Sylvie ou Louise Sylvie, née le 3 janvier 1883 à Paris 13e et morte le 6 janvier 1970 à Compiègne, est une actrice française. Elle joue dès l'époque du cinéma muet et continue sa carrière au cinéma, à un âge avancé. En 1965, elle est à l'affiche du succès populaire de la série télévisée Belphégor ou le Fantôme du Louvre.

## Biographie
Fille d'un menuisier et d'une couturière, Sylvie entre au Conservatoire où le premier Prix de la comédie lui est décerné à l'unanimité. Elle commence en 1903 une importante carrière théâtrale et remporte en 1905 son premier succès avec Le Vieil Heidelberg.

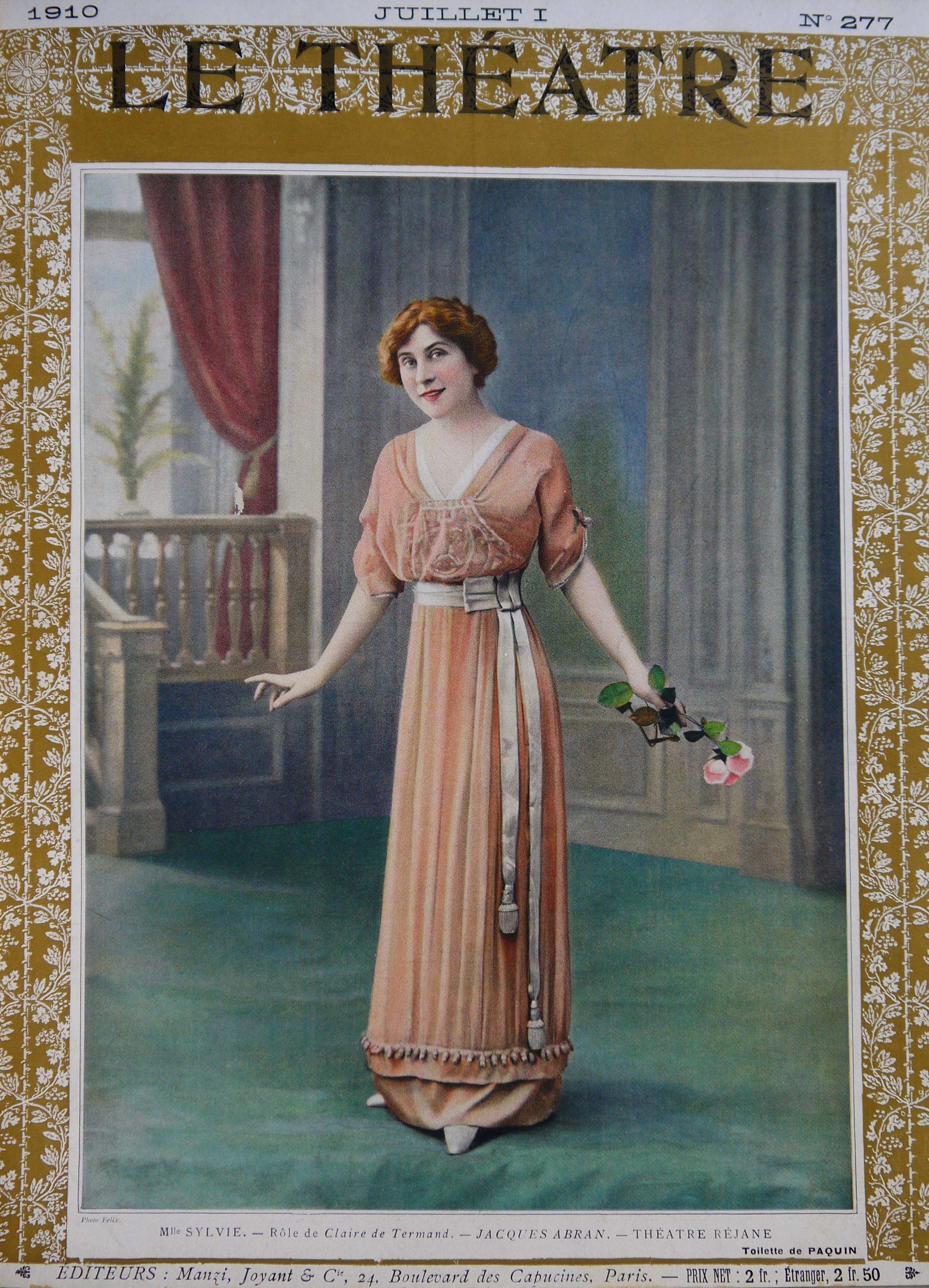
Sylvie en 1910. Magazine Le Théâtre, juillet 1910

Bien qu'elle ait, à l'époque du muet, joué au cinéma des rôles importants dans de grands films (Catherine Maheu dans Germinal), elle a continué à se consacrer au théâtre. Ce n'est que beaucoup plus tard que Pierre Chenal l'a convaincue d'accorder plus d'importance au grand écran, en lui offrant un rôle remarqué dans Crime et châtiment en 1935. Elle joue un second rôle clé dans Le Corbeau d'Henri-Georges Clouzot en 1943.
Après-guerre, elle est souvent cantonnée aux rôles de vieilles dames autoritaires. Aux côtés de Fernandel, elle campe notamment des institutrices autoritaires comme dans Le Petit Monde de Don Camillo où elle est « Madame Cristina » qui en impose à Peppone, ou dans Crésus où elle chasse les oiseaux en tirant au fusil depuis la salle de classe. Dans Thérèse Raquin, elle incarne la dure et tyrannique belle-mère de Simone Signoret.
Elle a tourné, au cinéma, plusieurs dizaines de films, mais c'est le dernier, La Vieille Dame indigne, en 1965, qui lui a valu, à 80 ans passés, de voir son talent enfin reconnu à sa juste mesure. Pour ce rôle, elle fut déclarée meilleure actrice de l'année par les critiques américains. La même année 1965, elle composait pour la télévision la saisissante « Lady Hodwin » dans le Belphégor de Claude Barma.
Elle a été mariée à l'acteur Paul Villé de 1906 à 1913.
Elle est enterrée au cimetière des Batignolles à Paris (17e).

## Filmographie

### Cinéma
- 1912 : Britannicus (it) de Camille de Morlhon
- 1912 : Ursule Mirouet (production Pathé)
- 1912 : Mignon d'André Calmettes
- 1913 : Germinal d'Albert Capellani : Catherine
- 1914 : Marie-Jeanne ou la Femme du peuple de Georges Denola
- 1914 : La joie fait peur de Jacques Roullet
- 1916 : Au-dessus de l'amour de Daniel Riche
- 1917 : Le Coupable d'André Antoine
- 1922 : Roger la Honte de Jacques de Baroncelli
- 1935 : Crime et châtiment de Pierre Chenal, d'après Fiodor Dostoïevski
- 1937 : Un carnet de bal de Julien Duvivier
- 1937 : L'Affaire Lafarge de Pierre Chenal
- 1938 : Entrée des artistes de Marc Allégret
- 1938 : La Fin du jour de Julien Duvivier
- 1939 : L'Esclave blanche de Marc Sorkin :  Safète, la mère
- 1940 : La Comédie du bonheur de Marcel L'Herbier
- 1941 : Romance de Paris de Jean Boyer
- 1941 : Montmartre-sur-Seine de Georges Lacombe
- 1942 : L'Homme sans nom de Léon Mathot, d'après Le Colonel Chabert d'Honoré de Balzac
- 1943 : Marie-Martine d'Albert Valentin : la mère de Maurice
- 1943 : Le Voyageur sans bagage de Jean Anouilh
- 1943 : Le Corbeau d'Henri-Georges Clouzot : la mère de François
- 1943 : Les Anges du péché de Robert Bresson : la prieure
- 1944 : L'Île d'amour de Maurice Cam
- 1945 : Le Pays sans étoiles de Georges Lacombe : Mme Le Quellec
- 1945 : Le Père Goriot de Robert Vernay, d'après le roman Le Père Goriot : Mlle Michonneau
- 1945 : La Route du bagne de Léon Mathot
- 1946 : L'Idiot de Georges Lampin
- 1946 : Coïncidences de Serge Debecque
- 1946 : On ne meurt pas comme ça de Jean Boyer
- 1946 : Pour une nuit d'amour d'Edmond T. Gréville
- 1947 : Miroir de Raymond Lamy : la baronne
- 1947 : La Révoltée de Marcel L'Herbier
- 1948 : Tous les deux de Louis Cuny
- 1948 : Deux amours de Richard Pottier
- 1949 : Pattes blanches de Jean Grémillon : la mère de Maurice
- 1950 : Dieu a besoin des hommes de Jean Delannoy : La Karabassen
- 1951 : Sous le ciel de Paris de Julien Duvivier : Mlle Perrier
- 1951 : Le Petit Monde de don Camillo (Don Camillo) de Julien Duvivier : Madame Cristina
- 1952 : Le Fruit défendu d'Henri Verneuil : Mme Pellegrin, mère
- 1952 : Nous sommes tous des assassins d'André Cayatte
- 1953 : Thérèse Raquin de Marcel Carné, d'après le roman Thérèse Raquin : Mme Raquin mère
- 1953 : Quelques pas dans la vie (Tempi nostri) d'Alessandro Blasetti
- 1954 : Ulysse (Ulisse) de Mario Camerini : Euriclea
- 1955 : Le Dossier noir d'André Cayatte
- 1956 : Michel Strogoff de Carmine Gallone : Marfa, mère de Michel Strogoff
- 1956 : Les Truands de Carlo Rim
- 1958 : Le Miroir à deux faces d'André Cayatte
- 1959 : Quai du point du jour de Jean Faurez
- 1960 : Crésus de Jean Giono : Delphine
- 1962 : Journal intime (Cronaca familiare) de Valerio Zurlini : la grand-mère
- 1963 : Château en Suède de Roger Vadim : la grand-mère
- 1965 : Humour noir (Umorismo in nero), film à sketches, épisode La Bestiole de Claude Autant-Lara : la mère Belhomme
- 1965 : La Vieille Dame indigne de René Allio : Madame Bertini

### Télévision
- 1965 : Belphégor ou le Fantôme du Louvre, feuilleton télévisé de Claude Barma : Lady Hodwin
- 1968 : Don Juan revient de guerre de Marcel Cravenne : la grand-mère
- L'actrice est interviewée par Pierre Dumayet lors de la première émission « Vocations » le 19 janvier  1969.

## Théâtre
- 1903 : L'Absent de Georges Mitchell, Théâtre de l'Odéon
- 1904 : Le Grillon du foyer de Ludovic de Francmesnil d'après Charles Dickens, Théâtre de l'Odéon
- 1904 : La Déserteuse d'Eugène Brieux et Jean Sigaux, Théâtre de l'Odéon
- 1905 : Scarron de Catulle Mendès, mise en scène Jean Coquelin et Henry Hertz, musique Reynaldo Hahn, Théâtre de la Gaîté-Lyrique
- 1906 : Vieil Heidelberg de Wilhelm Meyer-Förster, mise en scène André Antoine, Théâtre Antoine
- 1907 : La Faute de l'abbé Mouret d'Alfred Bruneau d'après Émile Zola, mise en scène André Antoine, Théâtre de l'Odéon
- 1907 : Les Plumes du paon d'Alexandre Bisson et Julien Berr de Turique, Théâtre de l'Odéon
- 1907 : Son père d'Albert Guinon et Alfred Bouchinet, Théâtre de l'Odéon
- 1908 : Ramuntcho de Pierre Loti, mise en scène André Antoine, Théâtre de l'Odéon
- 1909 : Perce-Neige et les sept gnomes de Jeanne Dortzal d'après Grimm, mise en scène Lugné-Poe, Théâtre Fémina
- 1909 : Comme les feuilles de Giuseppe Giacosa, Théâtre de l'Odéon
- 1911 : L'Enfant de l'amour de Henry Bataille, Théâtre de la Porte-Saint-Martin
- 1911 : Musotte de Guy de Maupassant et Jacques Normand, Théâtre de l'Odéon
- 1912 : Troïlus et Cressida de William Shakespeare, mise en scène André Antoine, Théâtre de l'Odéon
- 1912 : La Foi d'Eugène Brieux, Théâtre de l'Odéon
- 1912 : Faust de Johann Wolfgang von Goethe, mise en scène André Antoine, Théâtre de l'Odéon
- 1914 : Psyché de Molière et Corneille, mise en scène André Antoine, Théâtre de l'Odéon
- 1914 : Un grand bourgeois d'Émile Fabre, mise en scène Firmin Gémier, Théâtre Antoine
- 1914 : Monsieur Brotonneau de Gaston Arman de Caillavet et Robert de Flers, Théâtre de la Porte-Saint-Martin
- 1921 : La Possession d'Henry Bataille, Théâtre de Paris
- 1923 : L'Enfant d'Eugène Brieux, Théâtre du Vaudeville
- 1924 : La Galerie des glaces de Henry Bernstein, Théâtre du Gymnase
- 1925 : La nuit est à nous de Henry Kistemaeckers, Théâtre de Paris
- 1926 : La Prisonnière d'Edouard Bourdet, La Viveuse et le moribond de François de Curel, Théâtre des Arts
- 1927 : Les Amants de Paris de Pierre Frondaie, Théâtre Sarah-Bernhardt
- 1928 : Toi que j'ai tant aimée d'Henri Jeanson, mise en scène René Rocher, Comédie-Caumartin
- 1929 : L'Ennemie d'André-Paul Antoine, mise en scène René Rocher, Théâtre Antoine
- 1931 : Le Cyclone de Somerset Maugham, mise en scène Jacques Baumer, Théâtre des Ambassadeurs
- 1935 : Margot d'Édouard Bourdet, mise en scène Pierre Fresnay, Théâtre Marigny
- 1938 : Le Misanthrope de Molière, mise en scène Sylvain Itkine, Théâtre des Ambassadeurs
- 1938 : Duo de Paul Géraldy, mise en scène Jean Wall, Théâtre Saint-Georges
- 1941 : Échec à Don juan de Claude-André Puget, mise en scène d'Alice Cocéa, Théâtre des Ambassadeurs, 1941.
- 1947 : L'Immaculée de Philippe Hériat, mise en scène Claude Sainval, Comédie des Champs-Élysées
- 1948 : L'Immaculée de Philippe Hériat, mise en scène Claude Sainval, Théâtre des Célestins
- 1951 : La Maison de Bernarda Alba de Federico García Lorca, mise en scène Janine Guyon, Théâtre de l'Œuvre
- 1955 : L'homme qui se donnait la comédie d'Emlyn Williams, mise en scène Daniel Gélin, Théâtre des Célestins
- 1957 : La Visite de la vieille dame de Friedrich Dürrenmatt, mise en scène Jean-Pierre Grenier, Théâtre Marigny
- 1957 : Le Chevalier d'Olmedo de Lope de Vega, mise en scène Albert Camus, Festival d'Angers
- 1959 : On ne badine pas avec l'amour d'Alfred de Musset, mise en scène René Clair, TNP Théâtre de Chaillot

## Distinctions

### Décoration
- Officier d'Académie par arrêté du ministre de l'Instruction publique et des Beaux-Arts du 3 janvier 1904 (Journal Officiel du 15 janvier 1904).

### Récompenses
- Étoile de cristal de la meilleure actrice en 1965 pour La Vieille Dame indigne
- National Society of Film Critics Award for Best Actress en 1966

## Iconographie
- Sylvie, affiche lithographique de Paul Colin, 1928.